# Мадрис (департамент)
Мадри́с (исп. Madriz) — один из департаментов Никарагуа.

## География
Департамент находится в северо-западной части Никарагуа. Площадь департамента составляет 1708,23 км². Численность населения — 158 020 человек (перепись 2012 года). Плотность населения — 92,51 чел./км². Административный центр — город Сомото.
Граничит на севере с департаментом Нуэва-Сеговия, на юге с департаментами Чинандега и Эстели, на востоке с департаментом Хинотега, на западе с Гондурасом.

## История
Департамент был создан из департамента Нуэва Сеговия в 1936 году и получил своё название по имени президента Никарагуа Хосе Мадриса.

## Административное деление
В административном отношении департамент Мадрис подразделяется на 9 муниципалитетов:
1. Лас-Сабанас
2. Паласагуина
3. Сан-Лукас
4. Сан-Хосе-де-Кусмапа
5. Сан-Хуан-дель-Рио-Коко
6. Сомото
7. Тельпанека
8. Тотогальпа
9. Ялагуина

## Экономика
Основой экономики департамента является сельское хозяйство, в котором заняты более 75 % населения. Главные выращиваемые культуры здесь — кофе и зерновые.